# Plagiomnium
Plagiomnium là một chi rêu trong họ Mniaceae.